# Baga biga higa sentikaria
Baga biga higa sentikaria fue un espectáculo presentado en 1970 por el grupo artístico Ez Dok Amairu, que amplió los objetivos anteriores del movimiento de la Nueva canción vasca, que hasta entonces se había dedicado recuperar la cultura vasca y renovarla desde 1964.

## Objetivos
El espectáculo amplió los objetivos del movimiento Ez Dok Amairu y además de recuperar la cultura, se pretendió mostrar a la gente las canciones tradicionales de los cancioneros, sacar a la luz poesías a través de la musicalización de las obras de poetas contemporáneos, abrir la puerta a vías experimentales y recuperar y difundir instrumentos en riesgo de desaparición. Pero esta vez, en el espectáculo, los miembros del colectivo se presentaron ante el público como un grupo y fusionando distintas expresiones artísticas. Por lo tanto, ofrecieron un espectáculo colectivo en su conjunto con el cometido de sensibilizar al público, porque la situación social lo exigía así ya que los problemas sociales existentes no eran individuales sino colectivos.

## Características
El espectáculo se presentaba en dos mitades separadas por un descanso, y al comienzo y al final los miembros del grupo aparecían sobre el escenario bailando Baztango dantza. Así, además de dar unidad al espectáculo, se mostraba un sentido circular, infinito, cíclico. Entre otras, ofrecían “Xoxoak galtzen du mokoa” (canción tradicional), sonido de txalaparta, “O! Pello, Pello” (canción tradicional), sonido de tobera, recitado de los poetas del colectivo o se cantaban canciones como “Txori txikia” (poesía de J.A. Artze). En la segunda parte, en la misma línea de la anterior, además de escuchar el sonido de la guimbarda, interpretarían obras como “Txoria Txori” (poesía de J.A. Artze), la poesía “Gizona lana eta makina” (J.A. Artze) o “Baga biga higa” (canción tradicional).
En consecuencia, el movimiento cultural Ez Dok Amairu ofrecía un espectáculo que fusionaba tradición y modernidad y llenaba de sentimiento los objetivos planteados.